# 2008年度壹電視大獎得獎名單
2008年度壹電視大獎於2008年3月27日頒發，主持為森美。

## 十大電視節目
- 第一位：溏心風暴
- 第二位：野蠻奶奶大戰戈師奶
- 第三位：歲月風雲
- 第四位：爸爸閉翳
- 第五位：鐵咀銀牙
- 第六位：舞動全城
- 第七位：師奶兵團
- 第八位：鮮入為煮
- 第九位：通天幹探
- 第十位：同事三分親

## 十大電視藝人[4][5]
- 第一位：汪明荃
- 第二位：李司棋
- 第三位：陳豪
- 第四位：胡杏兒
- 第五位：佘詩曼
- 第六位：林峯
- 第七位：黃宗澤
- 第八位：廖碧兒
- 第九位：鍾嘉欣
- 第十位：關菊英

## 最有前途藝人
- 最有前途男藝人：王祖藍[4]
- 最有前途女藝人：陳法拉[4]

## 其他獎項
- 金至尊珠寶氣質女人大獎：胡杏兒
- HEKURA演技躍進女藝人大獎：陳法拉
- PHILIPS星勢非凡大獎：汪明荃
- RMK高清立體肌膚大獎：佘詩曼
- BELLA細緻無瑕素肌大獎：周汶錡
- HAPPY SHOP活力非凡藝人大獎：徐淑敏
- 瑪花迷人體態美大獎：廖碧兒
- MEN'S SKIN CENTRES BY BELLA肌膚飛躍進步男藝人大獎：崔建邦
- SVENSON健康頭髮藝人大獎：陳豪